# Аргентина на летних Олимпийских играх 1928
Аргентина принимала участие в Летних Олимпийских играх 1928 года в Амстердаме (Северная Голландия, Нидерланды) в пятый раз за свою историю, и завоевала одну бронзовую, три серебряных и три золотых медали.

## Золото
- Бокс, мужчины — Артуро Родригес.
- Бокс, мужчины — Виктор Авенданьо.
- Плавание, мужчины, 400 метров, вольный стиль — Альберто Соррилья.

## Серебро
- Бокс, мужчины — Рауль Ландини.
- Бокс, мужчины — Виктор Перальта.
- Футбол, мужчины. Состав команды: Лудовико Бидольо, Анхель Босио, Саул Каландра, Альфредо Каррикаберри, Роберто Черро, Октавио Диас, Хуан Эваристо, Мануэль Феррейра, Энрике Гайнсарайн, Анхель Сегундо Медичи, Луис Фелипе Монти, Родольфо Орландини, Раймундо Орси, Фернандо Патерностер, Фелисиано Пердукка, Доминго Тараскони.

## Бронза
- Фехтование, мужчины — Рауль Ангануцци, Эктор Луккетти, Луис Луккетти, Роберто Ларрас, Кармело Каме.